# Vesicularia inundata
Vesicularia inundata är en bladmossart som beskrevs av Thériot 1909. Vesicularia inundata ingår i släktet Vesicularia och familjen Hypnaceae. Inga underarter finns listade i Catalogue of Life.